# Roland von Bohr
Roland von Bohr (* 7. April 1899 in Wien; † 26. Februar 1982 in München) war ein österreichischer Bildhauer.

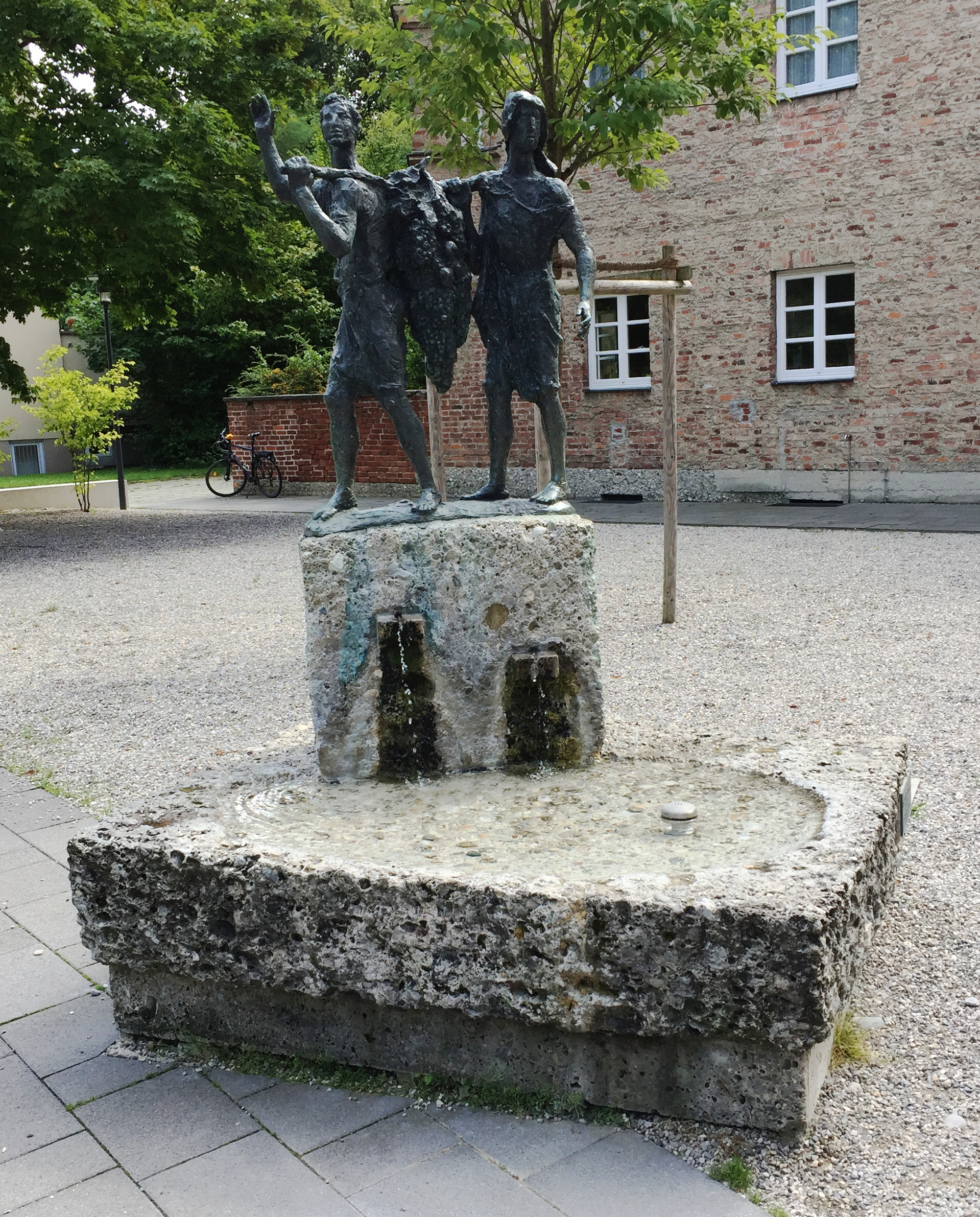
Der Kundschafterbrunnen (1963) steht vor der Evang.-Luth. Stephanuskirche in München-Neuhausen – Nymphenburg

## Leben
Roland von Bohr absolvierte die Fachschule für Holzbearbeitung bei Prof. Pfaffenbichler in Hallstatt, studierte beim Bildhauer Anton Hanak in Wien und bei Joseph Wackerle in München. 1921 arbeitete er bei den Halleiner Werkstätten für Kirchliche Kunst und Kunstgewerbe mit Jakob Adlhart. Von 1924 bis 1935 lebte und wirkte er in Salzburg.

## Werk
Er schuf in Österreich, Deutschland und der Schweiz zahlreiche Werke im öffentlichen Raum.